# Stollen am großen Viadukt westlich Altenbeken
Koordinaten: 51° 45′ 24″ N, 8° 55′ 19″ O

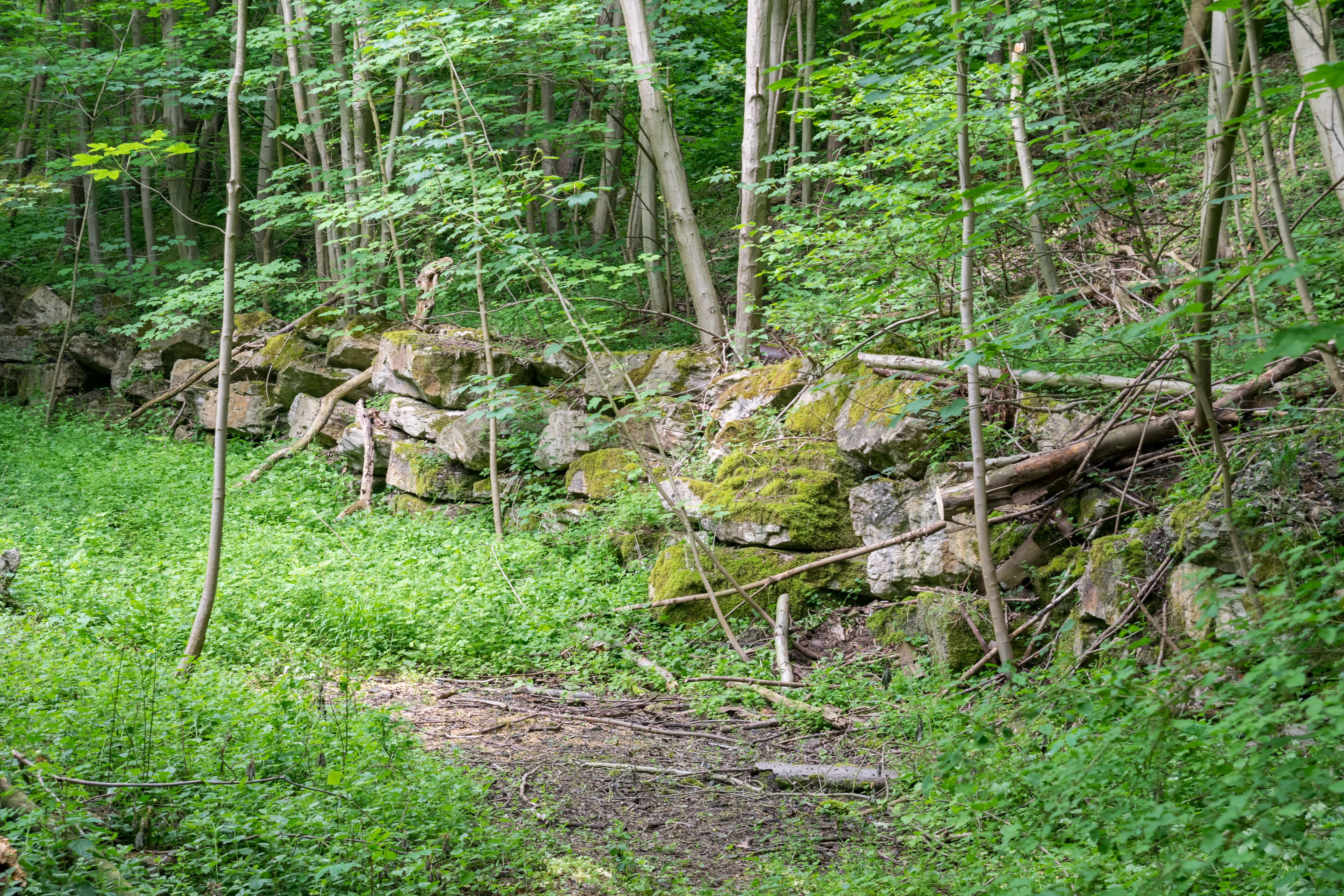
Naturschutzgebiet Stollen am großen Viadukt westlich Altenbeken (Mai 2016)

Das Naturschutzgebiet Stollen am großen Viadukt westlich Altenbeken liegt auf dem Gebiet der Gemeinde Altenbeken im Kreis Paderborn in Nordrhein-Westfalen. Das Gebiet erstreckt sich westlich des Kernortes von Altenbeken mitten in dem aus drei Teilflächen bestehenden etwa 46,6 ha großen Naturschutzgebiet Sieben Gründe. Nördlich des Gebietes verläuft die Landesstraße L 755.

## Bedeutung
Das etwa 1,9 ha große Gebiet wurde im Jahr 2002 unter der Schlüsselnummer PB-055 unter Naturschutz gestellt. Schutzziele sind
- die Sicherung des Stollens u. a. als Winterquartier für FFH-relevante Fledermausarten,
- die Beseitigung nicht bodenständiger Gehölzarten (Grauerle) sowie
- die Erhaltung der alten Hainbuchen im umliegenden Feldgehölz.[3]